# Calceolaria phaceliifolia
Calceolaria phaceliifolia är en toffelblomsväxtart som beskrevs av Edwin. Calceolaria phaceliifolia ingår i släktet toffelblommor, och familjen toffelblomsväxter. Inga underarter finns listade i Catalogue of Life.